# イ・ミンソン (ソフトテニス選手)
イ・ミンソン（、ハングル：이민선、1997年3月4日 - ）は、韓国のソフトテニス選手。

## 来歴
慶北観光高-NH BANK　小学校一年時、姉の影響でテニスを始める。2017年に名門NH-BANK（農協銀行）に。2019年世界選手権が初代表。ダブルスでのプレースタイルは後衛。2024第17回世界ソフトテニス選手権においてダブルス、シングルス、団体戦において完全優勝を達成。

## 国際大会戦績
- 2024世界ソフトテニス選手権シングルス優勝
- 2024世界ソフトテニス選手権ダブルス優勝（イミンソン・イジョンウン）
- 2023アジア競技大会国別対抗団体戦銅メダル
- 2019世界ソフトテニス選手権団体戦優勝
- 2019世界ソフトテニス選手権シングルスベスト16
- 2019世界ソフトテニス選手権団体戦準優勝

- コリアカップ2023 ダブルス優勝（イミンソン・イジョンウン）
- コリアカップ2022 ダブルス優勝（イミンソン・イジョンウン）
- 第一回沖縄インターナショナル選手権ダブルス第三位（イミンソン・イジョンウン）